# Benton, Pennsylvania
Benton är ett borough i Columbia County i delstaten Pennsylvania i USA. Orten har fått namn efter politikern Thomas Hart Benton. Vid 2010 års folkräkning hade Benton 824 invånare.